# ديميتري أندرييف
ديميتري أندرييف (بالروسية: Андреев, Дмитрий Степанович)‏ هو لاعب كرة قدم روسي في مركز الدفاع، ولد في 26 سبتمبر 1980 في إيليستا في روسيا. لعب مع أرسنال تولا وأورالان إليستا ونادي أورينبورغ ونادي فولغا نيجني نوفغورود.

## وصلات خارجية
- ديميتري أندرييف على موقع قاعدة بيانات كرة القدم.إي يو (الإنجليزية)
- ديميتري أندرييف على موقع Soccerway.com (الإنجليزية)